# Галерија Лазар Возаревић
Галерија „Лазар Возаревић“ је културна установа великог значаја у Сремској Митровици, која је основана и почела са радом новембра 1973. године изложбом слика и цртежа Лазара Возаревића. 
Установа Галерије „Лазар Возаревић“ смештена је у делу здања „Српског дома“ у самом срцу Сремске Митровице.

## Структура галерије
Галерија има два јасно профилисана дела: меморијални и живи. Основно галеријско језгро чини меморијални део који се састоји од оригиналних слика, цртежа, колажа и материјала који се везује за стваралаштво Лазара Возаревића. Други део у структури Галерије односи се на динамичке акције у области живе и савремене уметности. 
Галерија организује две сталне манифестације: Сремскомитровачки салон (Војвођански салон), који сваке друге године приказује најновија достигнућа у области ликовне и примењене уметности и архитектуре у Војводини и Ликовни салон Срема, на којем излажу ликовни ствараоци са овог подручја. Галерија је до сада организовала преко 160 изложби у својим просторијама и двадесетак изложби у земљи и иностранству.